# Кам'яна (зупинний пункт)
Ка́м'яна (біл. Каме́нная) — пасажирський залізничний зупинний пункт Берестейського відділення Білоруської залізниці в Берестейському районі Берестейської області на лінії Хотислав — Берестя-Центральний між зупинними пунктами Жемчужина (2,4 км) та Мухавець (3,1 км). Розташований за 2,2 км на південь від агромістечка Мухавець Берестейського району Берестейської області

## Пасажирське сполучення
На зупинному пункті Кам'яна зупиняються регіональні поїзди економ-класу сполученням Берестя — Хотислав.